# Rifa'iyya
Rifāʿiyya (in arabo ﺭﻓﺎﻋﻴـة‎?) è una confraternita islamica, il cui nome deriva dal suo santo  eponimo (pir), Shaykh Abu l-'Abbas Ahmad al-Rifa'i, discendente di Maometto attraverso i due figli di Fāṭima.
Molti elementi dell'agiografia del fondatore e della storia della confraternita stessa si collegano ad un'altra ṭarīqa, la Qadiriyya, fondata da Abd al-Qadir al-Gilani: le due confraternite condividono inoltre alcune linee di silsila, ovvero di discendenza dai maestri fondatori.

## Storia e diffusione
La ṭarīqa Rifāʿiyya ebbe notevolissima espansione in tutto il mondo arabo, in particolare in Iran, in Turchia, nei Balcani fino all'India del XV secolo, dove i suoi aderenti, chiamati fakir (in lingua araba faqīr significa "povero" e nel sufismo è il termine che indica colui che è "povero in spirito"), appartenevano alle classi più povere ed intrapresero alcune originali pratiche ascetiche che li resero noti come "fachiri".
La caratteristica principale di questa ṭarīqa è data dalle riunioni di celebrazione del dhikr, il rituale iniziatico in cui si menzionano ripetutamente i nomi di Allah: una delle fonti principali di questi rituali arriva da uno degli esponenti più importanti della letteratura araba, il viaggiatore e scrittore marocchino Ibn Battuta.